# Physaliastrum yunnanense
Physaliastrum yunnanense är en potatisväxtart som beskrevs av Kuang et A. M. Lu. Physaliastrum yunnanense ingår i släktet Physaliastrum och familjen potatisväxter. Inga underarter finns listade i Catalogue of Life.